# پایگاه هوایی گارد ملی ممفیس
پایگاه هوایی گارد ملی ممفیس (به انگلیسی: Memphis Air National Guard Base) یک فرودگاه است . این فرودگاه در شهر ممفیس کشور ایالات متحده آمریکا قرار دارد .